# Napa (rivier)

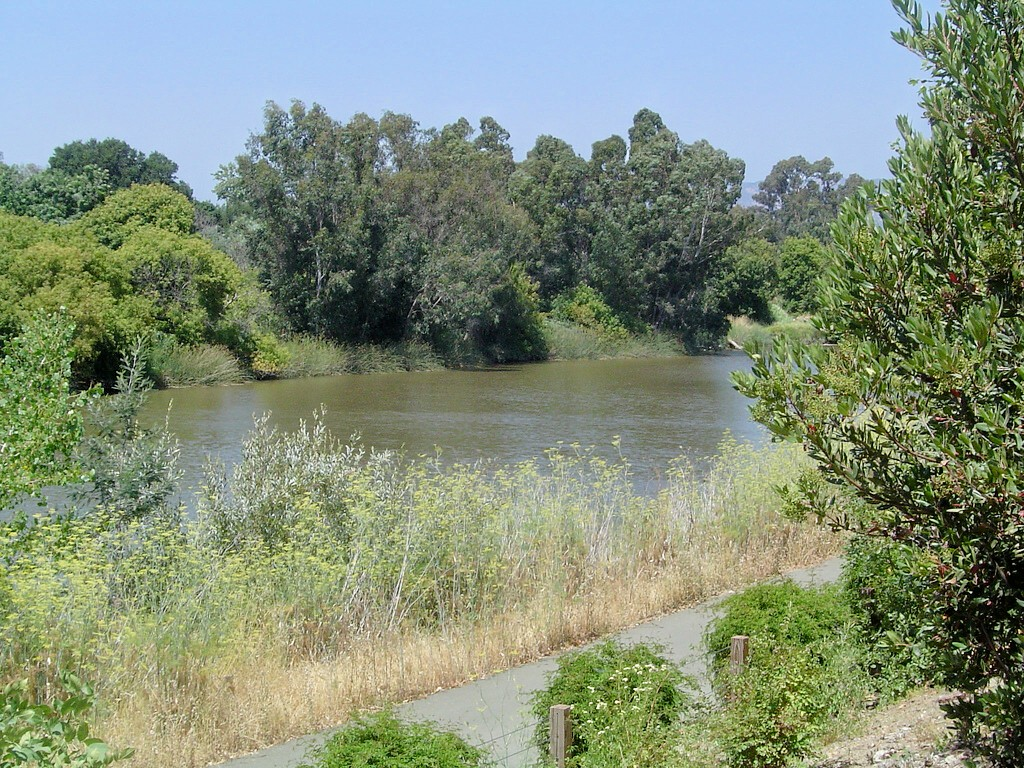
De Napa in de gelijknamige stad.

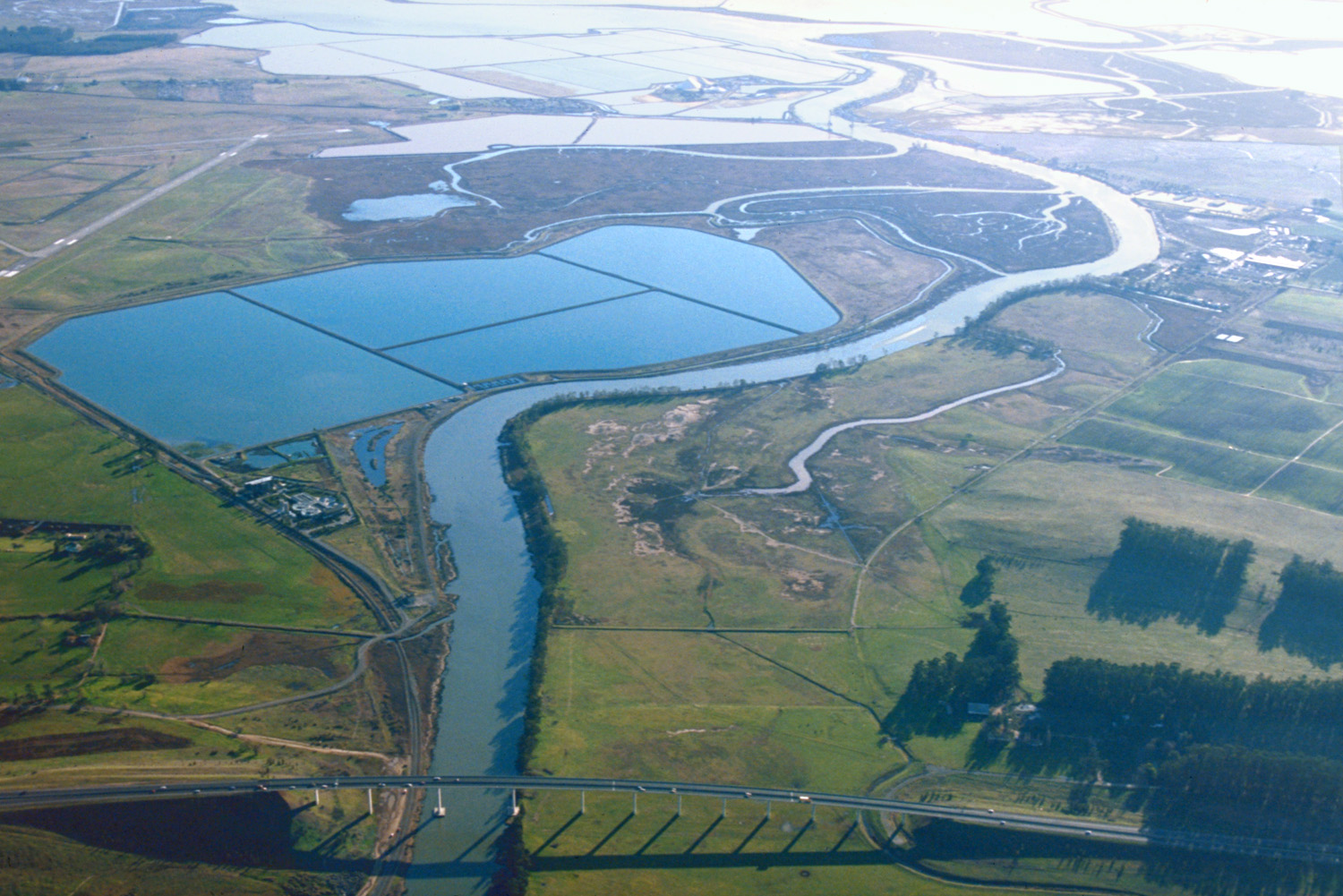
Luchtfoto van de benedenstroom van de Napa, waar de rivier in de Napa Sonoma Marsh uitkomt.

De Napa is een rivier in de Amerikaanse staat Californië die door de wijnstreek Napa Valley loopt. De Napa ontspringt op de zuidoostelijke flank van Mount Saint Helena, is 89 kilometer lang en mondt uit in de Straat van Carquinez, in het noordoosten van de Baai van San Francisco. Voor de monding van de rivier, nabij de stad Vallejo, vormt de Napa samen met Sonoma Creek en Tolay Creek een intergetijdengebied met zoet en zout water, de Napa Sonoma Marsh, federaal beschermd als het San Pablo Bay National Wildlife Refuge.

## Ecologie
De rivier herbergt een opmerkelijke diversiteit aan zalmen, met name regenboogforel en chinookzalm. Vroeger was de Napa ook de habitat van de cohozalm, die er echter is verdwenen. Recent werd er wel een chumzalm gevangen. Ondanks de verliezen is de Napa River nog steeds meer soortenrijk dan bijvoorbeeld de Sacramento- en San Joaquin-rivieren. Zo herbergt de Napa nog steeds een nagenoeg intacte gemeenschap van zestien inheemse vissoorten.
Vroeger vormde de Napa eveneens de habitat van de Californische gouden bever (Castor canadensis subauraticus), een ondersoort van de Canadese bever. Dankzij het Rutherford Restoration Project dat 23 landeigenaren op gang trokken tussen St. Helena en Oakville is de bever teruggekomen naar het stroomgebied. Soorten als de bever hebben ervoor gezorgd dat de biodiversiteit als een geheel toegenomen is. De bever heeft bijvoorbeeld een positief effect op de forel en zalm omdat bevers sediment doen afnemen en de waterkwaliteit zo verhogen.